# Saint-Arroman (Gers)
Saint-Arroman település Franciaországban, Gers megyében. Lakosainak száma 126 fő (2022. január 1.). Saint-Arroman Clermont-Pouyguillès, Esclassan-Labastide, Lagarde-Hachan, Lourties-Monbrun, Moncassin, Saint-Élix-Theux és Samaran községekkel határos.

## Népesség
A település népessége az elmúlt években az alábbi módon változott:
| Lakosok száma | 173  | 154  | 132  | 138  | 136  | 137  | 137  | 136  | 132  | 126  |
|               | 1968 | 1982 | 1990 | 2006 | 2013 | 2015 | 2017 | 2019 | 2020 | 2022 |